# 皮尔内
皮尔内（法語：Pulney，法語發音：[pylnɛ]）是法国默尔特-摩泽尔省的一个市镇，属于图勒区。

## 地理
皮尔内（48°23'55"N, 6°2'1"E）面积4.4 平方千米，位于法国大東部大區默尔特-摩泽尔省，该省份为法国东北部内陆省份，是洛林的一部分，北邻比利时、卢森堡，北起顺时针与摩泽尔省、下莱茵省、孚日省和默兹省接壤。
与皮尔内接壤的市镇（或旧市镇、城区）包括：库尔塞勒、多马里厄尔蒙、费科库尔、桑图瓦地区弗赖讷、格里蒙维莱、居涅、泰苏沃代蒙。

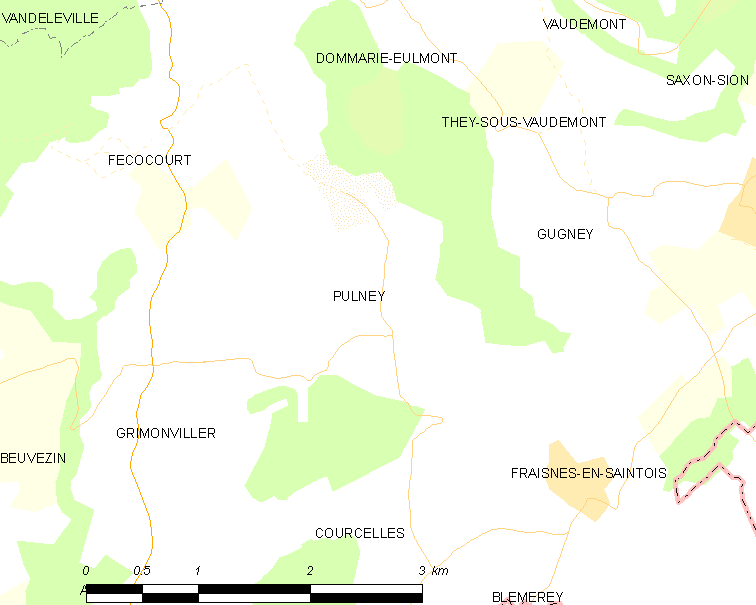
皮尔内的OSM定位图

皮尔内的时区为UTC+01:00、UTC+02:00（夏令时）。

## 行政
皮尔内的邮政编码为54115，INSEE市镇编码为54438。

## 政治
皮尔内所属的省级选区为梅讷欧桑图瓦县。

## 人口

1962-2008年间皮尔内人口变化图示

皮尔内于2022年1月1日时的人口数量为55人。